# Dreiheide
Dreiheide es un municipio situado en el distrito de Sajonia Septentrional, en el estado federado de Sajonia (Alemania), a una altitud de 85 metros. Su población a finales de 2016 era de unos 2000 habitantes y su densidad poblacional, 63 hab/km².